# Milton (Wirginia Zachodnia)
Milton – miasto w Stanach Zjednoczonych, w stanie Wirginia Zachodnia, w hrabstwie Cabell.